# Avelia Stream Nordic
Avelia Stream Nordic är en motorvagnstyp som tidigare benämndes Zefiro Express och ursprungligen EMU200. Den tillverkas av Alstom, tidigare Bombardier Transportation. Den har bland annat beställts av Västtrafik och SJ.

## Varianter

### Västtrafik
Hos Västtrafik har den tilldelats typbeteckning X80. Västtrafik beställde initialt 40 stycken tågsätt med en option på ytterligare 60 stycken, och i november 2018 meddelade man att man beställt ytterligare 5 tågsätt. Tågen var först planerade att tas i trafik under 2024. I början av 2023 meddelades det att Västtrafiks serieleverans försenats i samband med testkörningar i Norrland. Deras första tågsätt förväntas nu sättas i trafik under våren 2025.

### SJ:s nya snabbtåg
I april 2022 beställde SJ 25 Zefiro Express, med planerad driftsättning under 2026 och en option på upp till ytterligare 15 tåg. Den ungefärliga kostnaden är 650 miljoner euro. De ska trafikera sträckorna Stockholm–Göteborg, Stockholm–Malmö–Köpenhamn (och eventuellt vidare till Hamburg), Göteborg–Köpenhamn, Stockholm–Oslo, samt Stockholm–Umeå/Skellefteå/Luleå. Tågen ska rymma 363 passagerare, bokningsbar plats för cyklar, samt bistro. Rullstolsburna kommer ha direktaccess till bistron då rullstolsplatsen är placerad i samma vagn. Vid störningar i elförsörjningen ska tåget kunna förflyttas med batteridrift. Vagnens bredd, elsystem och signalsystem har utvecklats för att möjliggöra att tågen ska gå i Sverige, Danmark och Norge.
Tågets största tillåtna hastighet blir 250 km/timme. Under förutsättning att nya banor för dessa hastigheter byggs uppges tidsvinsten kunna bli cirka 1 timme mellan Stockholm–Malmö, cirka 25 minuter mellan Stockholm–Göteborg, och 23 minuter mellan Stockholm–Linköping.